# Zemitāni (stacja kolejowa)
Zemitāni – stacja kolejowa znajdująca się w Rydze, w mikrorejonie Purvciems. 
Została otwarta w 1889 roku pod nazwą Aleksandra Vārti (łot. Brama Aleksandra), nazwana tak na cześć cara Aleksandra III. Obecną nazwę uzyskała po uzyskaniu niepodległości przez Łotwę, w 1928 roku – na cześć pułkownika Jorģisa Zemitānsa, dowódcy 2 Liwońskiej Brygady armii łotewskiej podczas łotewskiej wojny o niepodległość. W czasie okupacji niemieckiej przemianowana na Riga - Hohe Brücke. Pod okupacją sowiecką od 1944 roku nazwana Oškalne na cześć Otomārsa Oškalnsa, radzieckiego partyzanta. Do obecnej nazwy powrócono w 1991 roku.
Stacja leży na linii Ryga – Valga. Jest również stacją początkową dla linii Zemitāni – Skulte oraz krótkiej linii Zemitāni – Šķirotava. Znajduje się około 4 km od stacji Ryga Centralna.